# ソーニコ
ソーニコ（伊: Sonico）は、イタリア共和国ロンバルディア州ブレシア県にある、人口約1,200人の基礎自治体（コムーネ）。

## 地理

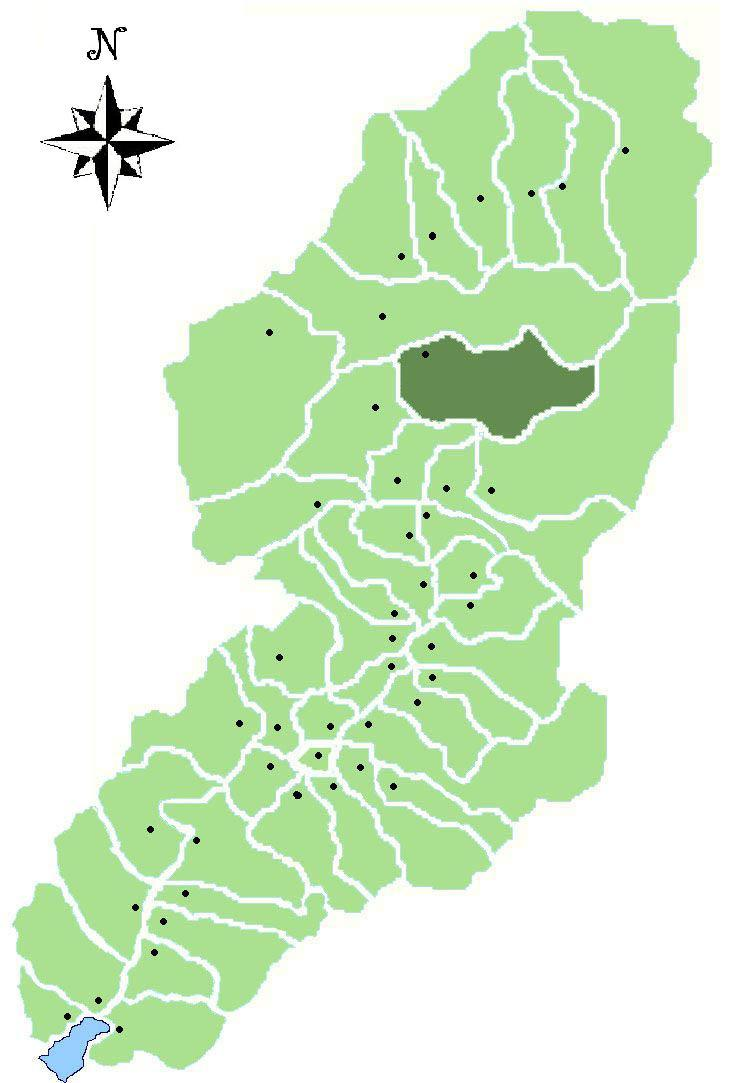
ヴァル・カモニカにおけるコムーネの領域

### 位置・広がり
ブレシア県北部、ヴァル・カモニカ地方のコムーネ。県都ブレシアから北へ70km、州都ミラノから北東へ119kmの距離にある。

#### 隣接コムーネ
隣接するコムーネは以下の通り。
| - ベルツォ・デーモ - チェーヴォ - エードロ - マロンノ - サヴィオーレ・デッラダメッロ |

### 地震分類
イタリアの地震リスク階級 (it) では、3 に分類される
。

## 行政

### 分離集落
ソーニコには、以下の分離集落（フラツィオーネ）がある。
- Garda, Rino, Comparte

### 山岳部共同体
広域行政組織である山岳部共同体「ヴァッレ・カモニカ山岳部共同体」 (it:Comunità montana di Valle Camonica) （事務所所在地: ブレーノ）を構成するコムーネである。

## 文化・観光
世界遺産「ヴァルカモニカの岩絵群」を構成する物件のひとつ、Parco archeologico comunale di Sonico が所在する。